# 陸軍

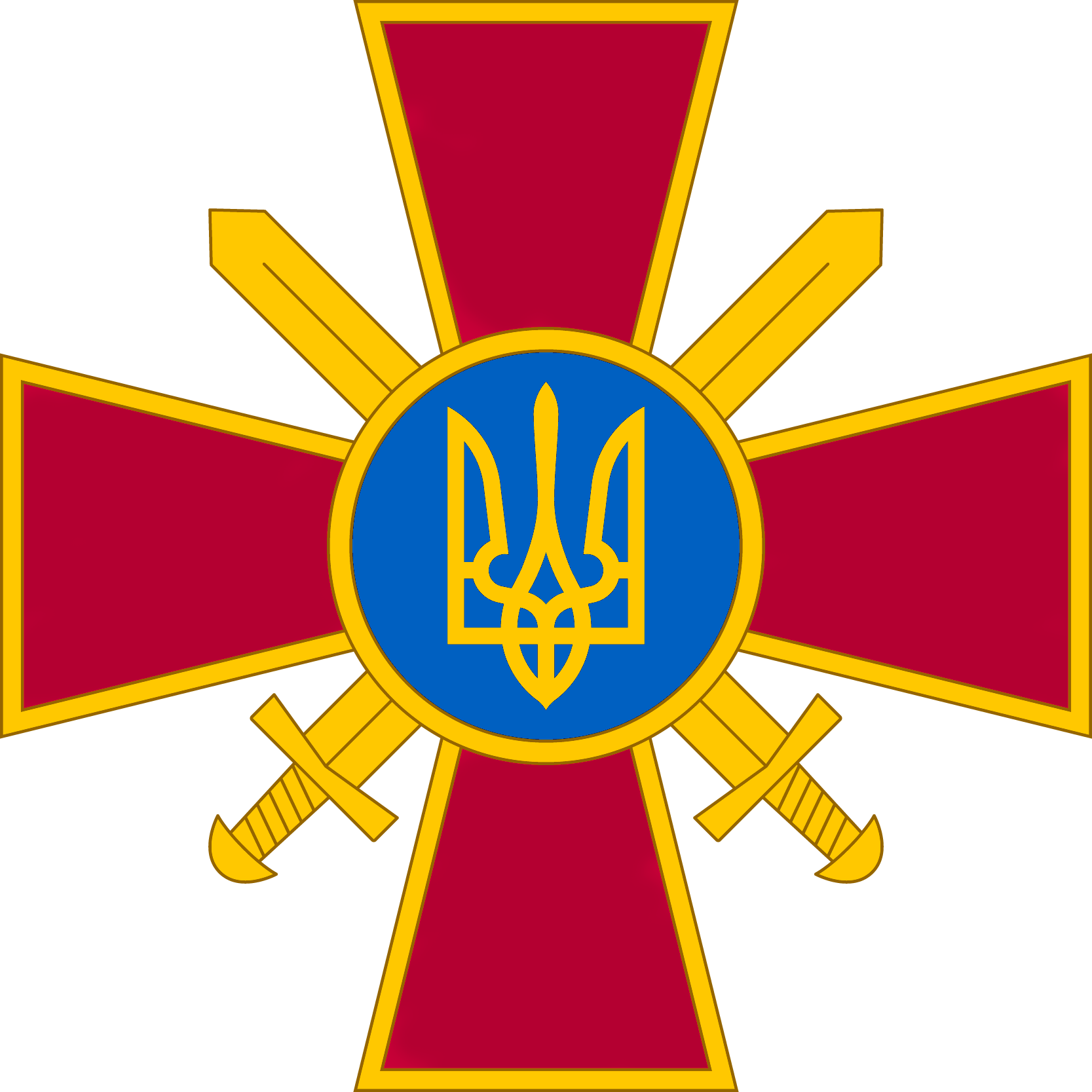
ウクライナ陸軍の紋章。海軍などと異なり象徴は様々であるが剣の意匠が多く見られる。

陸軍（りくぐん、英: army, ground force）は、主に陸上において軍事作戦を遂行する軍隊の一種である。

## 概説

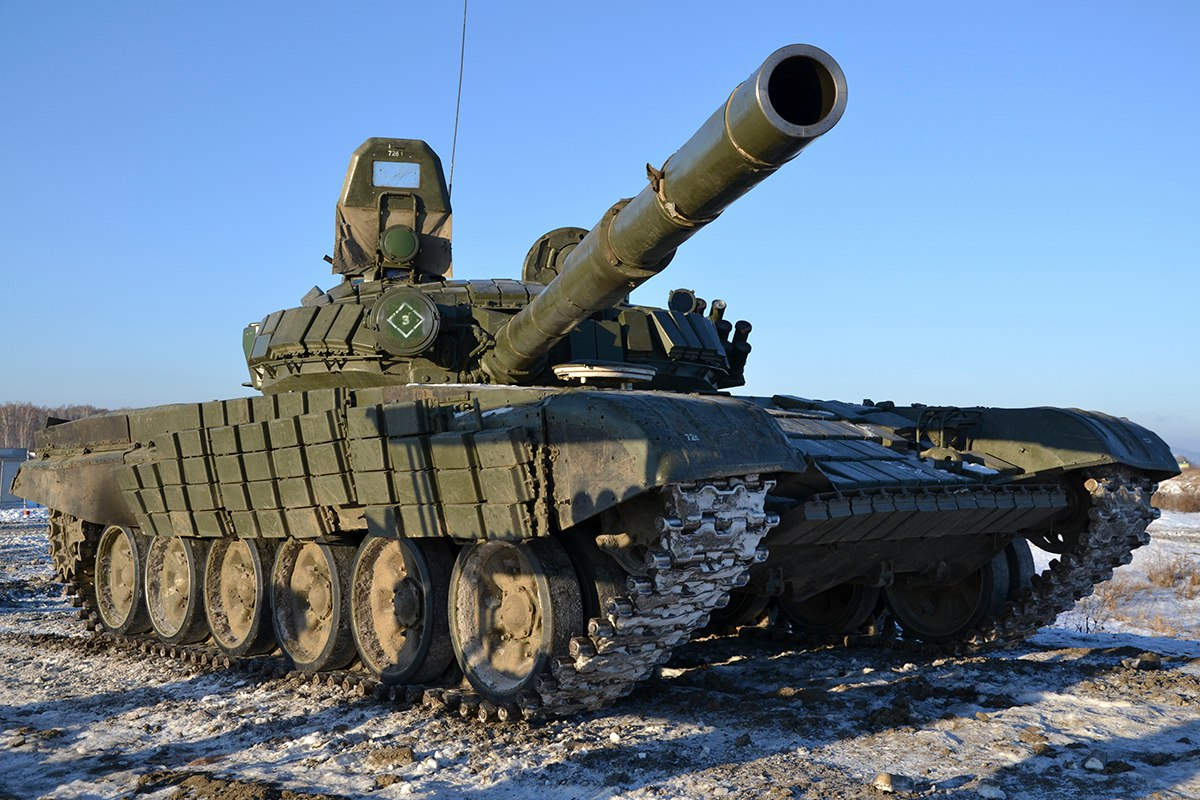
ロシア陸軍のT-72B戦車

陸軍は海軍や空軍に対して陸地における作戦、戦闘の実施を担っている。
陸地の一般的な重要性は陸地に存在するさまざまな要素から説明することができる。平野や山岳、河川などの地形だけでなく、食糧や燃料、材料などの資源があり、しかも戦闘力や労働力の要素となる人口が存在している。海軍や空軍の根拠地である港湾や飛行場、そして国家の中枢も首都という形態を備えながら陸地に依存している。
ドイツのカール・シュミットが『陸と海と』（Land und Meer）で「人間は陸の生物であり、陸を踏み歩む動物である。人間は直立し、歩き、そして大地の上で活動する。これが人間の拠って立つところであり、その基盤である」と強調している通り、陸地こそが人間の根本的な生活空間に他ならない。
陸地の戦略的な意義はイギリスのコーベットによっても指摘されている。彼は人間は海洋ではなく陸上に居住しているために、国際紛争を決定づけることは陸軍が敵の領土と国民生活に対する軍事的能力、または海軍が陸軍としての可能な軍事的能力によるものと考えている。
陸軍は原初的な軍隊の形態であり、軍事思想の歴史において陸軍はさまざまな戦略的責任を担ってきた。陸軍の軍事思想の在り方に影響を与えた戦略家にはプロイセンのクラウゼヴィッツとフランスのジョミニがいる。両者は陸軍だけでなく海軍や空軍の戦略思想にも影響を与えた戦略家であるが、ここでは陸軍の戦略思想の観点から述べる。クラウゼヴィッツは『戦争論』において自らの戦争哲学として絶対戦争の理論を展開する。そして戦争には我と敵との相互作用によって戦争の暴力性が無制限に増大する法則が戦争の本性であることを明らかにした。したがって「陸軍の果たすべき任務とはその相互作用を破壊するために敵の戦闘力を破壊することに他ならない」という。「これを陸地の特性と総合して考えれば、陸軍の戦略的任務は本質的に敵部隊を殲滅することであり、副次的に敵の都市の攻略または地域を占領することが任務と考えられる」ともされる。
ジョミニは陸軍の任務について『大陸軍作戦概論』と『戦争概論』で異なる観点から論じている。ジョミニはこの著作で陸軍の作戦行動を体系化しており、基本的な原則を後方連絡線と決勝点の概念で説明している。ジョミニは陸軍が根拠地と結ばれた後方連絡線により行動することが可能であることを重要視し、我の後方連絡線を維持しながら敵のそれに接近することを主張している。また陸地に固有である地形の状況を分析することから得られる軍事的に重要な地点は「決勝点」と呼ばれ、敵の政経中枢である首都や後方連絡線が収束する隘路などが例として挙げられる。これらの議論から「陸軍にとって敵の地上部隊を壊滅させることが第一の任務であり、それを実現するためには陸軍は陸地の地形に応じて我の後方連絡線と戦場の決勝点を確保することが必要であることが分かる」という。

### 駐屯地
海軍や空軍にとって根拠地である基地（base）の喪失は決定的打撃とされるが、陸軍にとっては根拠地とは駐屯地（衛戍地、camp）に過ぎず、それを失うことが即座に敗北を意味しない。「陸軍が陸地の支配を維持する限りは敵は戦争の軍事的勝利を決定付けられないのであり、このことが陸軍という陸上作戦を専門とする軍隊の存在意義を確かなものとしている」という。

### 陸軍の兵科
陸軍の構成にはさまざまな軍事的要素が含まれている。歴史的には陸軍は歩兵部隊から出発し、ローマ軍制でさらに騎兵や砲兵、工兵という基本的な陸軍の兵科が成立した。近代的な陸軍はグスタフ・アドルフによって三兵戦術が導入されたことに始まり、陸上作戦で歩兵、騎兵、砲兵の組織的な連携が実施されるようになる。結果として歩兵、騎兵、砲兵が適当な配分で組織された部隊編制である師団制度が開発され、現代の陸軍に至るまで師団制度が使用され続けている。師団は情報、機動、火力、防護そして兵站の戦闘機能を備えており、独立的に作戦行動を行うことが可能なように組織されている。しかし火砲の技術革新や第一次世界大戦での戦車や航空機の発明、歩兵の機械化などによって電撃戦が行われるようになると、機甲師団が陸軍の中核的な戦力として認識されるようになる。機甲師団は歩兵師団の戦車部隊の比率と歩兵部隊の比率が逆であり、機動力に優れた戦車部隊が主力となって敵を打撃することが可能となった。また第二次世界大戦で航空機の性能が改善されると空挺師団や空中機動師団が編制されるようになり、飛行機やヘリコプターが陸軍の装備として採用された。また冷戦期にかけて少数部隊で遊撃を繰り返すゲリラ戦という戦闘の形態が登場すると、これに対応するために偵察、空中機動、潜入、破壊工作などを専門とする特殊部隊を編制することが推進された。冷戦後の地域紛争や対テロ戦争で陸軍が直面する問題は複雑化しており、陸軍の情報化やグローバルな展開能力、陸海空軍の統合作戦などが課題となっており、編制、装備、運用、訓練において見直しが進められている。

## 陸軍史

### 近代陸軍以前

#### 西洋

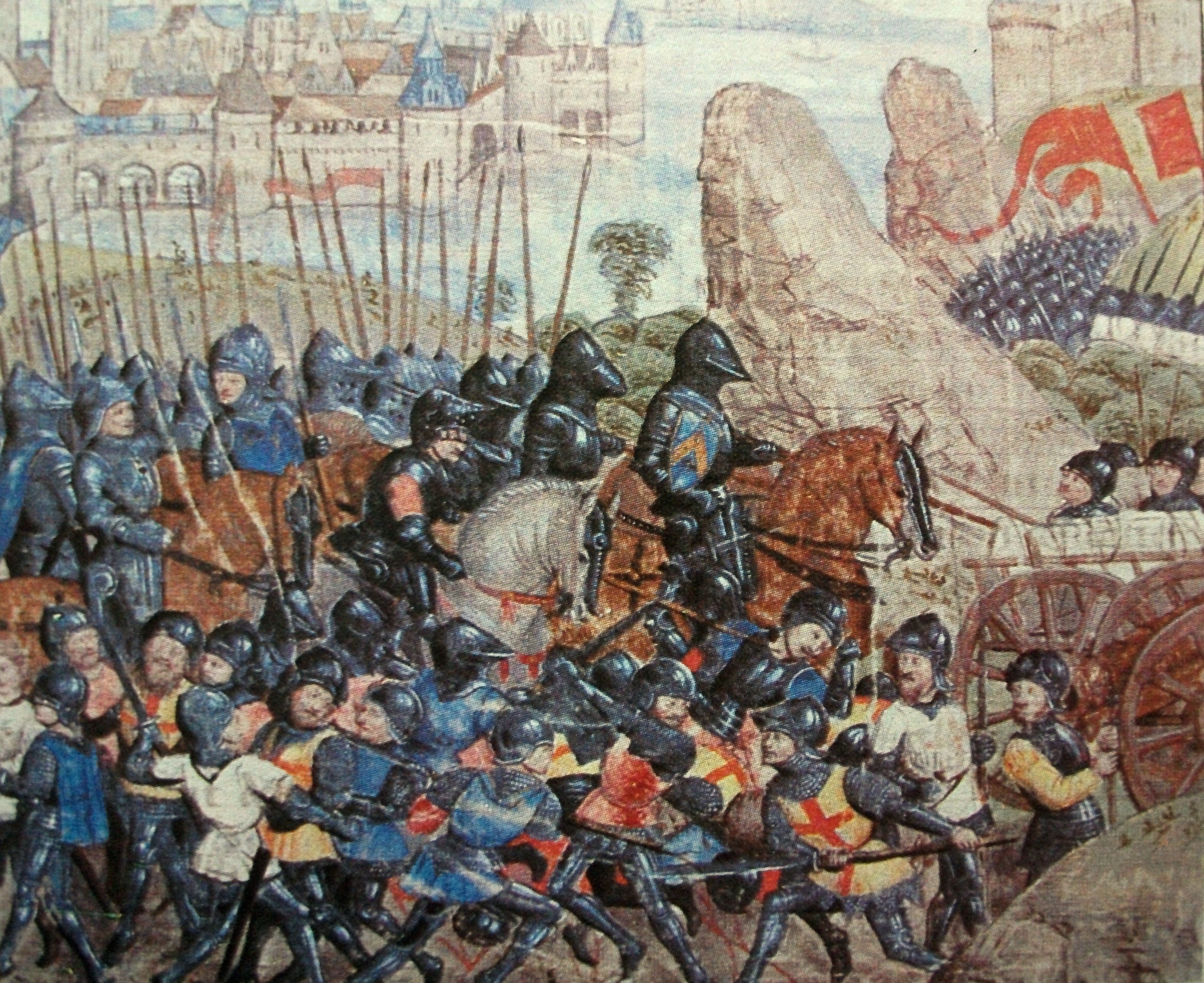
中世ヨーロッパの軍隊

陸軍の歴史的系譜をヨーロッパ史を中心に概観する場合、起点として中近東における陸軍の状況を参照することができる。この地域で成立した陸軍は投槍や棍棒、刀剣、弓矢で武装した歩兵部隊で構成され、この部隊は農奴からの徴募兵で構成されていた。そして指揮官である特権階級はチャリオットに乗って機動部隊として戦っていた。このような陸軍の在り方は古代インドや古代中国、エジプトでも認められるものである。
しかし古代ギリシアにおいて陸軍の主力部隊は都市国家の中で限られた自由市民で組織され、さらに高価な装甲を備えた歩兵、ファランクスが登場した。ファランクスは十分に訓練された兵員たちが整然と密集隊形を形成して戦う戦闘教義を確立し、これはアレクサンドロス3世（大王）が指揮する陸軍でペルシア帝国との戦争で成功裏に実践された。ファランクスで確立された隊形戦闘の考え方は古代ローマの陸軍にも継承されている。古代ギリシアの軍事学者ヴェゲティウスは『古代ローマの軍制』においてその部隊編制などを分析しており、密集隊形の歩兵中隊を横隊の態勢で等間隔に配置した上で騎兵や投石器でこれを支援するレギオンが確立された。陸軍史においてレギオンの教義は長期間にわたって使用され、ローマ帝国が解体し、民族大移動によって封建的な騎士社会が成立するまで実践されていた。この騎士社会で陸軍は必ずしも確立された軍事制度ではなく、数多くの兵員がそれぞれの領地で生活していた。

### 近代陸軍

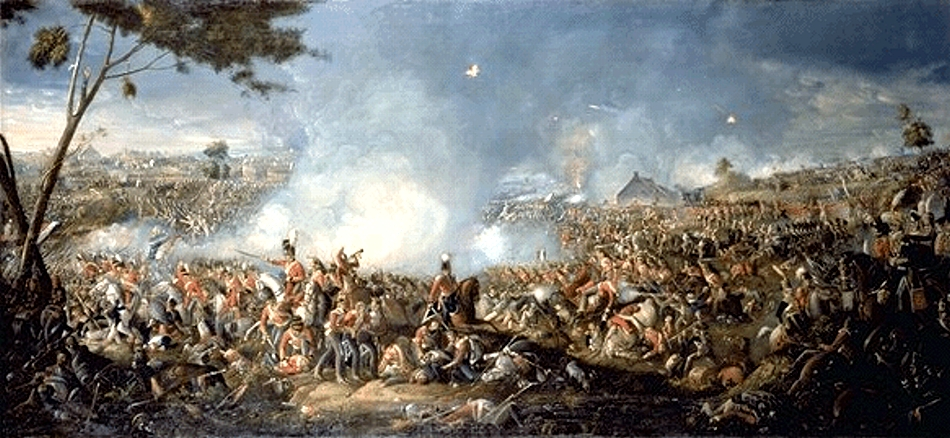
ナポレオン戦争期の軍隊

陸軍の歴史的転換点を迎えるにはルネサンス時代まで待たなければならなかった。ルネサンスでは文芸だけでなく軍事も復興され、マキアヴェッリは『戦術論』で古代ローマの軍制を踏まえた常備軍創設の必要を主張し、体系的な軍事訓練によって部隊が組織的な隊形戦闘を行うことを要求した。このような陸軍の姿をヨーロッパでいち早く再現したのはスイス自由農民により組織された戦闘団であった。彼らは長槍を備えて密集隊形を維持し、各部隊が戦術的に機動するレギオンの教義（ドクトリン）を実践して見せた。
スペイン陸軍はこのような軍事的ルネサンスを背景としながら当時発明されていた火器を組み込み、密集した歩兵隊形を火縄銃によって掩護するテルシオという戦闘教義（バトル・ドクトリン）を確立した。スペイン陸軍がヨーロッパ列強の陸軍に勝利を重ねると、テルシオは広く普及していった。
スペイン陸軍に損害を受けたオランダ陸軍ではオラニエ公マウリッツが中心にテルシオを研究し、軍事訓練の基本教練を整備し、野戦砲や竜騎兵の導入、反転行進射撃の考案などの成果を残した。
オランダ陸軍のこのような革新を受けてスウェーデン陸軍はこれを応用しながら発展させた。グスタフ・アドルフ王は歩兵の小銃射撃、騎兵の抜刀突撃、砲兵の戦闘支援を連携させ、近代陸軍の基礎的な戦闘教義である三兵戦術を完成させた。
三兵戦術の有効性はフランス陸軍のナポレオン（ナポレオン1世）によって実証された。ナポレオンは卓越した戦術的な運用によって決定的地点に優勢な戦力を集中させ、敵を撃破するだけでなく徹底的な追撃を実践した。
第一次世界大戦では機関銃が戦闘陣地に備えられたために、装甲を備え付けた戦車が騎兵に取って代わって突撃を行うようになった。そして第二次世界大戦では航空機と戦車部隊の連携による電撃戦が成功し、陸軍において戦車は重要な地位を占めるようになった。

#### 第二次世界大戦後

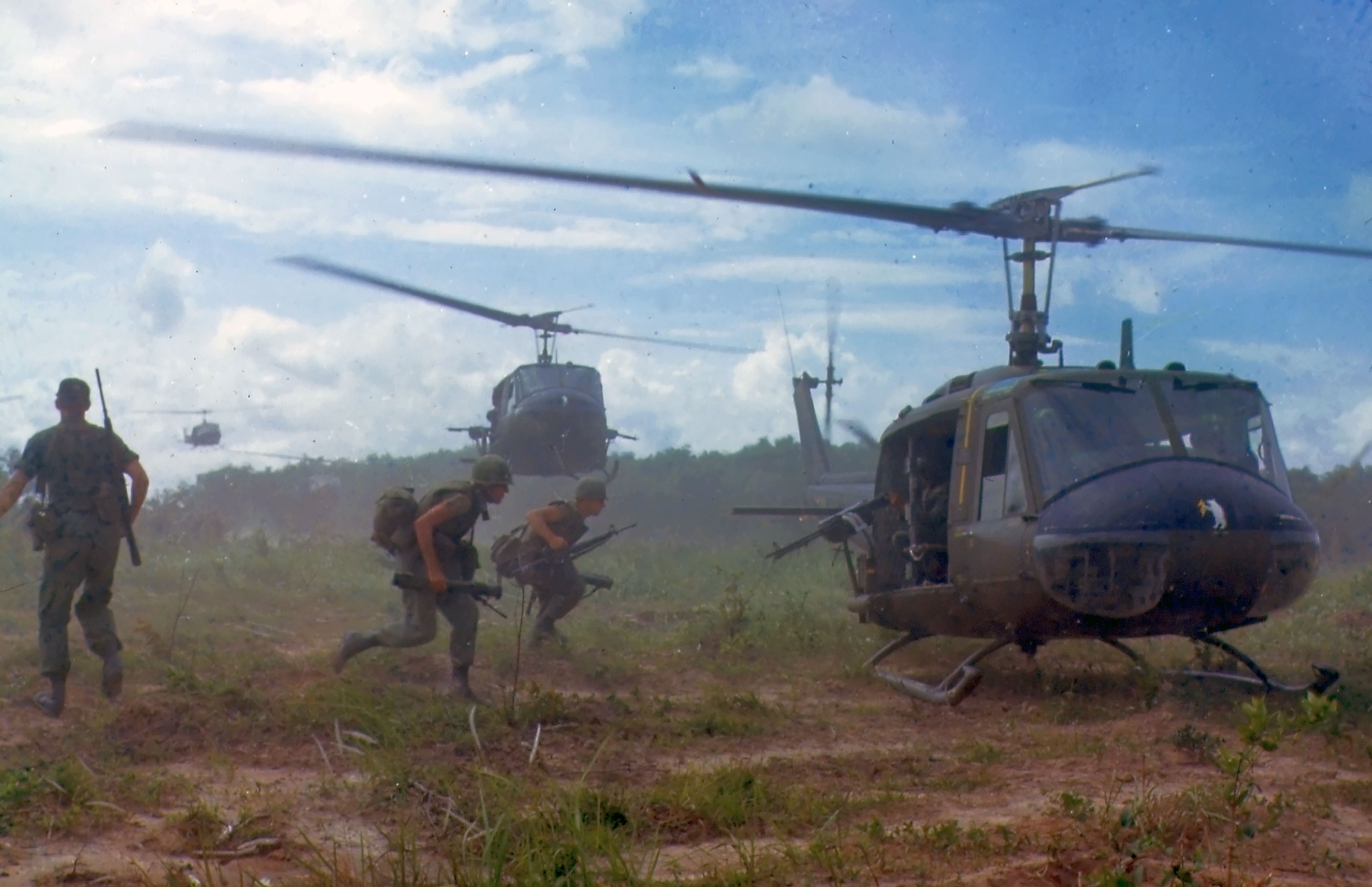
ベトナム戦争のアメリカ陸軍

戦後の陸軍は概ね第二次世界大戦の電撃戦で実証された機甲部隊が使用され、朝鮮戦争、インドシナ戦争、中東戦争などで戦果を挙げており、ヨーロッパでは電撃戦の威力を高めたエア・ランド・ドクトリンという戦闘教義が考案された。しかし陸軍は対戦車ミサイルの発明、さらにベトナム戦争のようなゲリラ戦、航空戦力（特にヘリコプター）の発達に伴って新しい陸軍のあり方は変容している。
機甲部隊は冷戦後の湾岸戦争で大きな効果を挙げているが、この戦争では陸軍は空挺部隊や空中機動部隊をも投入しており、エア・ランド・ドクトリンの構想を実践している。しかも戦車は戦時中よりもはるかに射撃能力や運動能力、通信機能や防護性能を向上させた主力戦車の形態へと変化しており、個々の歩兵部隊も航空機やヘリコプターで迅速に輸送されることが可能となった。末端の部隊にまで至る指揮統制までも伝令や口頭命令だけではなくコンピュータネットワークに基づいたC4Iシステムにより総合されて管理されていた。かつては市街や森林で組織的な戦闘を行うことは困難であったが、軍事における革命を背景として、これに対処する能力を獲得するために個々人の歩兵が情報システムで統合されることが考案されている。このような戦闘教義は陸軍に対ゲリラ作戦や対テロ作戦の能力を向上させるものとして期待されている。

## 部隊編制

### 部隊
兵員は現役と予備役等の役種から構成される。その役割区分から見れば、士官、下士官、兵士と大まかに分かれ、さらにそれぞれがいくつもの階級に分れる。
加えて実際に戦闘任務に当たる戦闘兵種である歩兵、砲兵、戦車、防空、工兵、航空等に分けられ、さらに後方支援を行うための後方兵種と呼ばれる通信、武器、需品、衛生、化学、主計、憲兵、軍楽などの科に分類される。
部隊編成から見れば、装備と兵種が同様に編制された分隊、小隊、中隊、大隊、連隊、さらにさまざまな兵科と装備が混合されて編制された旅団や師団に分けられる。しかし、これらの編制は実際の運用上は絶対的でなく、歩兵連隊に戦車大隊や砲兵大隊を加えて編組した連隊戦闘団のような編組部隊や編合部隊といったのが作られる場合がある。
ただし、こうした階級や兵科の分類、部隊の編制については国や時代によって非常にばらつきがあるため、一概には言えない。詳細は軍隊の階級、兵科、軍隊の編制を参照。
陸軍は人的依存度が高く、人件費の高い先進国では調達予算への圧迫や装備品の価格高騰とあいまって予算的な維持について問題を示す場合も多い。イスラエル、スイス、キプロスのように、必要最小限の現役部隊に対して大規模な予備役を備えて、コスト上昇を抑えている国もある。また、アフリカなどの発展途上国では民兵組織が、本来陸軍が行なうべき分野を肩代わりしている場合もある。後者の場合は装備・士気・モラルに乏しく、結果的には紛争発生時に大規模な戦争犯罪や人権侵害を招くケースもある。
多くの国では、空軍が独立するまでは陸軍が空母機動部隊を除くすべての兵器としての航空機を運用しており、21世紀初頭でもヘリコプターを始め一部の航空機は陸軍（陸軍航空隊）に所属している国が多い。

### 装備システム
現代の陸上戦闘には非常に多様な兵器や部隊を運用する必要があり、それを制御するための各種システムは先進国の陸軍では一般的に導入されている。
- 情報システム：敵部隊や地形に関する情報資料を収集し、その資料を指揮所などに伝達し、分析する一連のシステムを指す。的確な指揮統制や部隊指揮、該当の情報が必要な部隊への伝達を行うためのものである。その手段として、人工衛星やレーダーなどによる画像や電磁波などの各種センサーから得る方法がある。近年は通信技術の発達との関連でよりリアルタイムの情報が求められるようになってきており、よりこのシステムの整備が重要となってきている。
- 機動・打撃システム：部隊が敵部隊に対して優位に立つために移動し、戦闘力を発揮するための一連のシステムを指す。このシステムが適切であれば迅速かつ効率的な先制の可能性を得、戦闘力の的確な運用を行うことができる。具体的には陸上における機動打撃の基幹的戦力は戦車部隊であり、APC、自走砲、工兵車両などが組み合わせられて、戦場で運用される。
- 火力システム：火砲や個人携帯火器など各種火力をもって的確に敵の戦闘部隊や施設を打撃する一連のシステムを指す。砲兵部隊の射撃能力も近年の技術躍進もあってリアルタイム化、精密化が進んでおり、目標の捕捉から火器の射程や目標までの距離、気候、地形などの諸情報の処理、火砲の射撃制御、指揮統制などのシステムが総合的に向上している。
- 通信システム：あらゆるシステムの情報の収集や伝達を支える基幹的なシステムである。最も原始的な通信手段としては狼煙や手旗などがあり、現代の技術としては光通信や電波を利用した通信がある。多くの先進国ではこのシステムは重視されており、しばしば一部の機能が重複した通信システムを保有し、作戦立案や部隊運用、兵站管理、他の軍種や外国との連携など幅広い分野で生かされている。

### 兵站機能
陸軍は海軍や空軍に比べ、後方支援への依存度が高いと考えられている。陸軍は非常に多様な兵器と多くの兵員を抱えており、食料、水、燃料、銃弾、砲弾、医薬品など幅広い物資が大量に必要となる。海軍は艦艇自体が物資運搬手段であり、空軍においては航空機はその機動力の高さから、基地との繋がりが強いため、補給を受けることが比較的容易である。陸上戦力がしばしば鈍足になる理由は、陸軍という組織は後方支援への依存度を高めざるをえないこういった事情がある。
反面、独自の野外に展開出来る後方支援組織を有する陸軍は、その性質上港湾、空港に依存しなければならない海軍、空軍に比べ抗堪性が高いとも言える。航空機は空港を破壊された場合すぐにでも活動不能になるし、海軍も時間的猶予はあるにせよじきに活動出来なくなる。反面、陸軍も補給処といった弱点を有するものの、その存在は港湾や空港とは違い代替可能な普遍的組織である。

## 各国の陸軍
Category:陸軍も参照。

### アジア

#### 東アジア
- -  中華人民共和国：中国人民解放軍陸軍
  -  中華民国：中華民国陸軍（台湾陸軍）
  -  大韓帝国：大韓帝国軍
  -  大韓民国：大韓民国陸軍
  -  朝鮮民主主義人民共和国：朝鮮人民軍陸軍

#### 東南アジア
- カンボジア陸軍
- タイ王国陸軍
- ベトナム人民陸軍
- ミャンマー陸軍 - 旧ビルマ国民軍、イギリス軍のビルマ現地人部隊、旧ビルマ共産党など、様々な政治勢力の軍事部門が一体化して結成。

#### 中央アジア
- ウズベキスタン陸軍
- トルクメニスタン陸軍

#### 南アジア
- インド陸軍
- ブータン王国軍

#### 西アジア
- イスラエル陸軍 - 民兵組織ハガナーおよびイギリス陸軍ユダヤ旅団を前身とし、さらにいくつかの民兵組織を糾合して発足した。
- サウジアラビア陸軍
- トルコ陸軍
- バーレーン陸軍

### アフリカ
歴史的経緯から、旧宗主国の植民地守備隊、植民地独立運動の軍事部門、反政府勢力の民兵部隊のいずれかを起源とする場合が多い。
- ローデシア軍（ローデシア共和国解体と同時に廃止）
- ウガンダ人民国防軍 - かつての反政府勢力・国民抵抗運動の軍事部門・国民抵抗軍が政権奪取と同時に国軍化したもの。しばらくは、旧国軍に代わって国防軍として国民抵抗軍が存在したが、政軍分離の必要性から同名に改称している。
- セイシェル人民防衛軍 - 1977年のルネ元大統領派による軍事クーデターを機に創設。同派の民兵を起源としており、クーデターに協力したタンザニアがしばらくの間、同軍の育成・支援を行なった。
- カタンガ憲兵隊 - コンゴ動乱の際に「独立」したカタンガ国の国軍。実態は白人傭兵部隊だったといわれている。

### アメリカ

#### 北米
- アメリカ合衆国：アメリカ陸軍
- カナダ：カナダ陸軍

#### 中南米
- アルゼンチン：アルゼンチン陸軍
- ウルグアイ：ウルグアイ陸軍
- エクアドル：エクアドル陸軍
- エルサルバドル：エルサルバドル陸軍
- キューバ：キューバ陸軍
- コロンビア：コロンビア陸軍
- チリ：チリ陸軍
- ドミニカ共和国：ドミニカ共和国陸軍
- パラグアイ：パラグアイ陸軍
- ブラジル：ブラジル陸軍
- ベネズエラ：ベネズエラ陸軍
- ペルー：ペルー陸軍
- ボリビア：ボリビア陸軍
- ホンジュラス：ホンジュラス陸軍
- メキシコ：メキシコ陸軍

### オセアニア
- オーストラリア：オーストラリア陸軍
- トンガ：トンガ陸軍
- ニュージーランド：ニュージーランド陸軍

### ヨーロッパ

#### 東欧
- ウクライナ：ウクライナ地上軍（ウクライナ陸軍）
- ハンガリー：ハンガリー地上軍（ハンガリー陸軍）
- ベラルーシ：ベラルーシ地上軍（ベラルーシ陸軍）
- ポーランド：ポーランド地上軍（ポーランド陸軍）
- ルーマニア：ルーマニア地上軍（ルーマニア陸軍）
- ロシア：ロシア地上軍（ロシア陸軍）
  -  ロシア帝国：ロシア帝国陸軍
  -  ソビエト連邦：ソビエト連邦地上軍
  -  ロシア連邦：ロシア連邦地上軍

#### 西欧
- オーストリア：オーストリア連邦陸軍（オーストリア軍）
- オランダ：オランダ陸軍
- ドイツ：ドイツ陸軍
  -  プロイセン王国：プロイセン王国陸軍
  -  バイエルン王国：バイエルン王国陸軍
  -  ドイツ帝国：ドイツ帝国陸軍
  -  ドイツ国（ヴァイマル共和国）：ヴァイマル共和国陸軍
  -  ドイツ国（ナチス・ドイツ）：ドイツ国防軍陸軍
  -  ドイツ民主共和国（東独）：国家人民軍地上軍
  -  ドイツ連邦共和国（西独、統一ドイツ）：ドイツ連邦軍陸軍

- フランス：フランス陸軍
- ベルギー：ベルギー陸軍

#### 南欧
- イタリア（ イタリア王国）：イタリア陸軍
- ギリシャ：ギリシャ陸軍
- クロアチア陸軍
- ポルトガル：ポルトガル陸軍
- スペイン：スペイン陸軍

#### 北欧
- アイルランド：アイルランド陸軍
- イギリス：イギリス陸軍
- スウェーデン：スウェーデン陸軍
- デンマーク：デンマーク陸軍
- ノルウェー：ノルウェー陸軍
- フィンランド：フィンランド陸軍